# Edson Giroto
Edson Giroto (Oscar Bressane, São Paulo, 23 de setembro de 1959), é um engenheiro civil e político brasileiro. Eleito deputado federal pelo estado do Mato Grosso do Sul de 2011 a 2014. Foi assessor especial do Ministério dos Transportes e titular da antiga Secretaria de Obras Públicas e Transportes de Mato Grosso do Sul, durante os mandatos do ex-governador André Puccinelli (PMDB), nos anos de 2007, 2008, 2009 e 2010, retomando o cargo em 2013 e 2014.

## Biografia
Filho de Alcides e Malfair, Edson Giroto é o mais velho de quatro filhos (Ivan, Fernando e Cláudia). Tem três filhas. Casado com Solange Pires teve duas meninas (Tainá Faria e Isabela de Oliveira), posteriormente casou-se com Rachel Giroto com quem teve sua filha Vitória Giroto. Viveu toda a infância e adolescência em Oscar Bressane. Começou a trabalhar cedo, atuando como frentista no posto de gasolina da família. Sua dedicação foi reconhecida por seu pai, que montou uma pequena borracharia com a qual Giroto custeou seus estudos na Faculdade de Lins. Posteriormente, Giroto fez curso de especialização na área de transportes. Desde 1985, mora em Mato Grosso do Sul, onde começou a trabalhar como engenheiro e empresário.
Como engenheiro realizou obras em Dourados, Corumbá, Ponta Porã e Paranaíba, onde construiu as sedes das prefeituras de Corumbá e Ladário, o Ginásio Municipal de Esportes, a escola estadual Gabriel Vandoni de Barros, os apartamentos funcionais da Marinha e a revitalização da planta industrial da Cimento Itaú. Conheceu o ex governador de Mato Grosso do Sul, André Puccinelli, em Paranaíba, de quem se tornou grande amigo e que mais tarde seria seu mentor político. 
Coordenou a campanha de Puccinelli a prefeito de Campo Grande em 1996, e assumiu no ano seguinte o cargo de Secretário de Obras do Município, cargo este que ocupou nos dois mandatos de Puccinelli a frente da Prefeitura. Também ficou à frente da Secretaria de Obras da Capital de Mato Grosso do Sul nos dois primeiros anos de mandato do prefeito Nelson Trad Filho, que assumiu a prefeitura após Puccinelli.
Quando André Puccinelli foi eleito governador, convocou Giroto para ser o Secretário Estadual de Obras e Transportes, cargo em que ficou até 2010, quando se filiou ao Partido da República e foi lançado e eleito Deputado Federal.
Em 2012, foi candidato à Prefeitura de Campo Grande, sendo derrotado por Alcides Bernal..
Indicado por Valdemar da Costa Neto, em 2015 foi nomeado secretário executivo substituto do DNIT, porém com a saída do secretário executivo, Miguel Souza, assumiu o cargo, apesar do veto da ABIN.

## Operação Vintém
De acordo com o Ministério Público, a operação apontou Giroto como um dos responsáveis por acusação falsa de compra de votos contra o então candidato a deputado estadual Semy Ferraz (PT).
O suposto crime de "Denunciação Caluniosa"  ocorreu no dia 29 de setembro de 2006 quando, depois de uma "denúncia anônima", a Polícia Federal encontrou dentro do carro de Benoal "santinhos" grampeados com notas de R$ 20,00, sendo o assessor preso.
Três meses depois, a Polícia Federal desencadeou a "Operação Vintém", desfazendo a descoberta, Semy Ferraz tinha sido vítima de uma trapaça eleitoral.  Era porém tarde demais, a eleição já tinha passado e Semy não foi reeleito, o deputado mudou-se de Estado com a família, retornou, mas nunca mais reergueu-se como político dono de mandato.
A trama envolveria, além do deputado Edson Giroto, o filho do governador, André Puccinelli Junior, Edmilson Rosa, uma espécie de assessor particular com sala e veículos oficiais, e Mirched Jafar Júnior, dono da gráfica Alvorada e que trabalhou para a campanha do governador Puccinelli em 2006. Como vítimas constam os nomes do ex-deputado Semy Ferraz, do PT, e seu coordenador de campanha, Benoal Prado. Teria sido Edmilson Rosa que arrombou o carro de Benoal Prado para colocar os santinhos.
Dez anos depois, o juiz da 5ª. Vara proferiu sentença inocentando os réus André Puccinelli Júnior, Edmilson Rosa, Edson Giroto e Micherd Jafar Junior sob o argumento de que não houve inquérito policial conclusivo para a tipificação do crime de denunciação caluniosa. 

## Operação Lama Asfáltica
Em maio de 2016 foi preso na segunda etapa da Operação Lama Asfáltica da Polícia Federal, junto com sua esposa, Rachel Giroto. Esta segunda fase, batizada de "Fazendas de Lama", cumpriu  15 mandados de prisão temporária, 28 mandados de busca e apreensão, além de 24 mandados de sequestro de bens de investigados. A operação investiga a aquisição de propriedades rurais com recursos públicos desviados de contratos de obras públicas, fraudes em licitações e recebimento de propinas, resultando também em crimes de lavagem de dinheiro. Foi libertado em junho.
Em julho de 2016 foi novamente preso, na terceira fase da operação, junto com seu cunhado, Flávio Henrique Garcia Scrocchio.